# Lluita de titans (pel·lícula de 1981)
Lluita de titans (anglès: Clash of the Titans) és una pel·lícula del 1981 dirigida per Desmond Davis, adaptada del mite de Perseu i la seva lluita contra la Medusa per salvar la ciutat de Joppa i la princesa Andròmeda. Ha estat doblada al català oriental, així com al valencià.

## Argument
El rei Acrísios d'Argos (Donald Houston) tanca la seva filla Dànae (Vida Taylor) lluny dels homes mortals per prevenir que s'acompleixi la profecia que deia que ell moriria si la seva filla tingués un fill. Mentre era tancada, el déu Zeus (Laurence Olivie) l'embarassa. Després de descobrir l'embaràs, Acrísios expulsa la seva filla amb el nadó, Perseu, a la mar en una capsa de fusta amb l'esperança que morissin i evitar així el seu fat. Com a resposta, Zeus no només matà Acrísios, sinó que també ordenà al déu Posidó que alliberés el Kraken perquè destruís Argos, per acomplir així la profecia. Mentrestant, Dànae i Perseu suren sans i estalvis fins a l'illa de Sèrifos, on Calibos, fill de la deessa del mar Tetis (Maggie Smith), és un home destinat a casar-se amb la princesa Andròmeda (Judi Bowker), la filla de la reina Cassiopea (Siân Phillips) i heretar la ciutat de Joppa. Però el cruel i destructiu Calibos ha caçat i destruït tot ésser vivent prop dels "Pous de la Lluna", com tot el ramat de cavalls alats de Zeus (tret de Pegàs). Com a càstig per aquesta transgressió, Zeus transforma Calibos en un sàtir, una criatura que més tard és desterrada i condemnada a viure com un estrany als aiguamolls.
Tetis, furiosa pel destí del seu fill, exclama que si Calibos no pot casar-se amb Andròmeda, cap altre home no podrà fer-ho. Tanmateix, enfurismada per la devoció de Zeus envers el seu fill, Tetis transporta Perseu (Harry Hamlin) des de Sèfiros fins a Joppa. Perseu, havent-se fet amic del dramaturg i erudit Ammon (Burgess Meredith), s'assabenta de la greu situació d'Andròmeda: ella no pot casar-se si el seu pretendent no esbrina una endevinalla, i qualsevol pretenent que falli en la resposta és cremat en una foguera. Armat amb regals dels déus (una espasa, un escut i un casc que el feia invisible), Perseu captura Pegàs i segueix l'esperit d'Andròmeda, que es dirigeix per rebre una nova endevinalla de part de Calibos. Coneixent la resposta, Perseu per poc és assassinat per Calibos, però aconsegueix escapar-ne, tot i que perd el casc en un llac durant la baralla.
Perseu apareix en la cerimònia com a nou pretenent i respon l'endevinalla de forma correcta, i guanya per tant el dret de casar-se amb Andròmeda. Al temple de Tetis, Calibos clama a sa mare perquè es vengi de Perseu. Tetis li diu que ella no pot fer-ho perquè era Zeus qui protegia Perseu, però que a canvi es venjaria de la ciutat de Joppa.
Durant el casament, la reina Cassiopea expressa amb goig que la bellesa d'Andròmeda és superior a la de qualsevol ésser a la terra i al cel, àdhuc més bella que Tetis, comentari que fa enutjar la deessa. El cap de l'estàtua de Tetis cau a terra, viu, demanant que Andròmeda sigui sacrificada verge al Kraken en trenta dies, perquè sinó, la ciutat de Joppa seria destruïda.
Perseu aleshores cerca la manera de vèncer el Kraken, però l'heroi és capturat per Calibos i els seus homes. Zeus ordena a Atena (Susan Fleetwood) que doni a Perseu el seu mussol per reemplaçar el casc d'invisibilitat que va perdre. En comptes d'això, ella ordena a Hefest (Pat Roach) que construeixi una rèplica mecànica del mussol perquè ajudés Perseu. Bubo, el mussol, guia Perseu fins a les Bruixes de l'Estígia, tres dones cegues (Flora Robson, Anna Manahan i Freda Jackson) que li diuen que l'única forma de vèncer el Kraken és fent servir el cap d'un altre monstre, el de la Medusa. Perseu, doncs, es dirigeix a l'Illa dels Morts, on viu el monstre, amb el cap del qual pot convertir qualsevol enemic en pedra.
Perseu aconsegueix decapitar la Medusa amb l'ejut de l'escut i n'agafa el cap, però perd l'escut. Mentre ell i els seus companys dormen abans d'emprendre el viatge de tornada, Calibos s'introdueix al campament i esquinça la capa que cobria el cap de la Medusa, i de la sang en sortiren dos escorpins gegants. Els escorpins i Calibos atacaren el grup, i després que els seus homes morissin, Perseu matà els escorpins i encetà una batalla final contra Calibos, a qui mata finalment amb l'ajut de l'espasa d'Afrodita.
Cansat per la fatiga i sense temps, demana a Bubo que torbi Pegàs. El mussol el troba en un llac. Just en el moment en què es disposaven per sacrificar Andròmeda, Bubo apareix, tractant de distreure el Kraken menentre Perseu s'atansa a ell volant amb Pegàs. Finalment converteix el Kraken en pedra amb el cap de la Medusa, arriba fins a Andròmeda, l'allibera i se l'emporta en braços fins a la seva mare.

## Repartiment
- Harry Hamlin: Perseu
- Judi Bowker: Andròmeda
- Burgess Meredith: Ammon
- Maggie Smith: Tetis
- Siân Phillips: Cassiopea
- Claire Bloom: Hera
- Ursula Andress: Afrodita
- Laurence Olivier: Zeus
- Pat Roach: Hefest
- Susan Fleetwood: Atena
- Tim Pigott-Smith: Hores
- Jack Gwillim: Posidó
- Neil McCarthy: Calibos
- Vida Taylor: Dànae
- Flora Robson, Anna Manahan i Freda Jackson: les Grees